# Гостевое участие
В шоу-бизнесе гостево́е уча́стие, появле́ние (англ. guest appearance) — это привлечение постороннего исполнителя (например, музыканта или актёра) на мероприятие, такое как звукозапись, концерт, съёмки, когда исполнитель не принадлежит к постоянной труппе, группе или прочим исполнительским коллективам. К гостевому участию относится также появление актёра в одной серии телевизионного сериала или эпизоде фильма.
В музыке посторонний исполнитель зачастую называется приглашённым арти́стом (англ. guest artist). В перформансе и исполнительских искусствах общепринятыми являются термины гостева́я роль (англ. guest role) или приглашённая звезда́ (англ. guest star), причём последний обычно указывает на гостевое появление звезды. Звёзд также часто называют и указывают в титрах или на афишах как «специа́льно приглашённая звезда́» (англ. special guest star) или «специа́льно приглашённая музыка́льная звезда́» (англ. special musical guest star). 
В поп-музыке гостевые появления часто описывают словами «при уча́стии» (англ. featuring), «с» (англ. with) или же «и» (англ. and). В списке авторов (англ. credit lists) слово «featuring» (читается «фи́черин») сокращается до «feat.», «ft.», «f/» и «f.» (читается «фит»). В телесериалах приглашённая звезда — это актёр, который появляется в одном или нескольких эпизодах. На радио и в телешоу приглашённая звезда — это гость шоу, являющийся знаменитостью.

## Классические исполнительские виды искусства
Гостевые появления были известны в театре, балете и классической музыке на протяжении веков, с гостями как из родной страны, так и из зарубежных. Появление воздушного транспорта сделало эту практику более удобной и глобальной.
В классической музыке приглашённые дирижёры также являются распространённой практикой.
Приглашённых артистов не следует путать с тур-группами, труппами, оркестрами или даже индивидуальными артистами, хотя различие не всегда является чётким. В случае с турами — их выступление является независимым само по себе, в то время как гость принимает участие в выступлении сформировавшегося штата.
Продолжительность участия приглашённого артиста может варьироваться от отдельных краткосрочных выступлений с гонораром за концерт до фиксированного временного контракта на несколько сезонов.

## Современная музыка
В первые годы индустрии поп-музыки группы были относительны стабильными, и хотя гости не были необычным явлением, их авторство редко указывали в кредитах (англ. credits) на обложках альбома. Например, при издании песни  «While My Guitar Gently Weeps» (в переводе с англ. — «Пока моя гитара нежно плачет») группы the Beatles  не была указано, что Эрик Клэптон играл на гитаре. Тем не менее термин «featuring» использовался ещё в UK Singles Chart от июля 1954-го, где на пятом месте была песня «Three Coins in the Fountain», которую исполнили «The Four Aces featuring Al Alberts».
Постепенно гостевые появления стали одной из основ музыкальной индустрии. Традиция гостевых появлений стал особенно важной в рэп-музыке, или хип-хопе,  также она встречается и среди рок-музыкантов.
Для осуществления записи с приглашённой звездой координатор производственного отдела должен получить разрешение лейбла гостя на его участие и убедиться, что гость будет правильно указан на обложке альбома,  зачастую в виде «Имя артиста, с разрешения название Лейбла звукозаписи». Разрешение предоставляется не всегда, и иногда переговоры могут занять продолжительное время.

## Кино и телевидение
Гостевой персонаж (англ. guest character) — это персонаж, изображённый в рамках выдуманного развлекательного сеттинга, который используется как часть повествования лишь однажды, максимум пару раз. Приглашённый персонаж появляется гораздо реже, нежели главные, второплановые и нерегулярно появляющиеся персонажи.
Практически в каждой серии телесериала в ней появляются приглашенные актёры (англ. guest starring или англ. guest star). Если в сериале появляется звезда мирового уровня (Джулия Робертс в «Друзьях»), актёр — исполнитель главной роли в другом телесериале (в том числе в той же роли) или актёр, до этого снимавшийся в сериале как актёр основного состава, его, как правило, указывают в титрах как «специально приглашённая звезда» (англ. special guest star). Часто специально приглашенные звёзды появляются в важные и знаковые моменты сериала, такие как первый и последний эпизод сезона или последнее появление основного персонажа. 
Некоторые приглашенные актёры становились впоследствии актёрами основного состава. Подобное имело место в таких сериалах, как «Анатомия страсти», «Гавайи 5-0».
Как в кино, так и на телевидении появление приглашённых звёзд может обозначаться в титрах  как «специальное появление» (англ. special appearance by). Обычно это небольшие роли, среди примеров фильмов — «Звёздная пыль» Мэттью Вона, «Молодой Уинстон» Ричарда Аттенборо.

## Причины гостевых появлений
Основной причиной гостевых появлений является привлечение внимания к выступлению, кино- или телепостановке благодаря участию в нём знаменитости. И наоборот, поскольку в среде шоу-бизнеса важную роль играет сиюминутная узнаваемость и мода, тренд, более возрастные звёзды остаются в центре внимания, сотрудничая с новыми звёздами.
В рэпе взаимные и неоднократные гостевые появления получили признание как один из способов разнообразить исполнение.
В театре и балете гостевые появления позволяют актёрам разнообразить репертуар и дают им больше возможностей, танцорам они дают опыт работы с различными хореографами. Даже для признанных звёзд престижные заграничные контракты повышали их домашний статус. И наоборот, приглашённая звезда помогает принимающей труппе, привнося новые вдохновение и технику. Зрители обычно приветствуют разнообразие, и театральный бизнес также извлекает из этого выгоду: ценители театра будут приходить, чтобы увидеть ту же постановку, но уже с новой звездой.

## Недостатки
Коммерциализация гостевой политики (англ. guest policy) может иметь и негативные последствия. Местные театры могут ограничить возможности роста для своих исполнителей в пользу гостей. Иногда предоставляется недостаточно репетиционного времени, чтобы в полной мере интегрировать домашние и гостевые стили. Участие в гастролях увеличивает физическую нагрузку на актёра. Также оно связано со множеством стрессовых факторов: от джетлагов до рискованных положений вследствие непредвиденных рейсовых задержек.
В случае телесериалов появление специальной приглашённой звезды может совпасть с моментом, когда сериал совершает «прыжок через акулу» — термин, означающий кризис телесериала и неудачные попытки вернуть снижающуюся популярность.